# Erezia
L'Erèzia (ჰერეთი, Herethi, in georgiano) era una provincia storica nella regione di Kakheti che a sua volta faceva parte della Georgia. Corrisponde grosso modo all'angolo sud-orientale della regione di Kakheti, Georgia orientale. Parte della provincia, nota comunemente come Saingilo si trova adesso nell'Azerbaigian. Come monarchia indipendente, dal 787 al 959, Hereti ha giocato un ruolo importante nella storia della Georgia medievale.

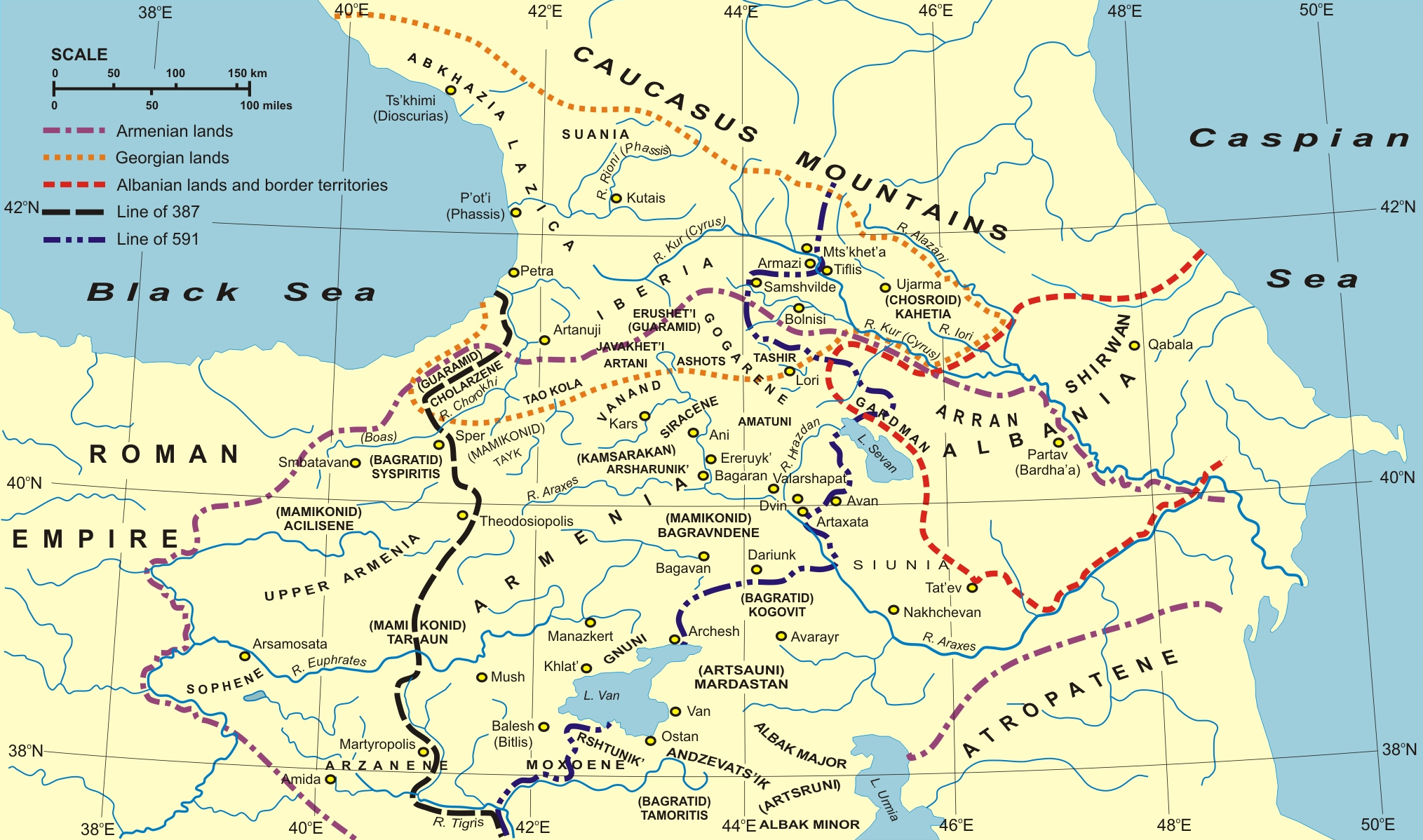
Mappa dell'Armenia e delle regioni limitrofe nel V e VI secolo

## Storia
La regione venne abitata nei tempi più arcaici da her, suj, tchilb e lbin. Collettivamente chiamati her (heretiani), queste tribù finirono sotto il governo del Regno Iberico nel V secolo a.C. La regione dunque, con la sua decadenza, venne gradualmente incorporata nel regno iberico, formando nel V secolo uno dei suoi ducati (saeristavo) e la sua popolazione venne infine assimilata ai georgiani propriamente detti. Fu allora che il nome Hereti apparve per la prima volta nelle fonti georgiane. In base ai resoconti tradizionali, il nome della provincia ebbe origine dal leggendario patriarca Heroes, il figlio di Thargamos, che fondò la città di Hereti (più tardi nota come Khoranta) sul fiume Alazani.
Come ricompensa per il contributo dato nella lotta contro gli arabi occupanti, il governatore (erismtavari) di Cartalia, Archil, donò Erèzia alla famiglia nobiliare di Bagrationi negli anni che vanno dal 740 al 760. Dopo la morte degli ultimi erismtavari kartliani, Giovanni e Juansher, i signori heretiani estesero i loro regni e, nel 787, stabilirono un principato (samtavro) indipendente con capitale a Shaki. Il principato ottenne un notevole potere e prestigio nell'893 permettendo al principe Hamam di essere incoronato re. Allarmato dalla crescente potenza del regno heretiano, Kvirike I (892-918), governatore del principato cacheziano limitrofo, si alleò con il re Costantino III di Abcasia e, nel 915, combatté contro il re Adarnase II Patrikios di Erèzia (897-943). Gli alleati occuparono e si divisero la regione, ma per breve tempo poiché Adarnase Patrikios presto riconquistò ciò che aveva perduto. Uno dei figli e successore, Ishkhanik (943-951) regnò insieme a sua madre Dinar, sorella del Grande Magister Gurgen IV, principe di Klargeti (918-941). Sotto di loro, Hereti fu costretta a riconoscere la supremazia del più forte vicino, il principato di Deilam, governato dalla dinastia salaride (Azerbaigian Iranico). Nel 950, Ishkhanik approfittando dell'aspra lotta per il potere che attanagliava lo stato Salaride, cessò di pagare il tributo, restaurando di fatto la sua indipendenza. Fu durante il suo regno che gli ereziani abbandonarono la loro fede monofisita per convertirsi al cristianesimo ortodosso georgiano.

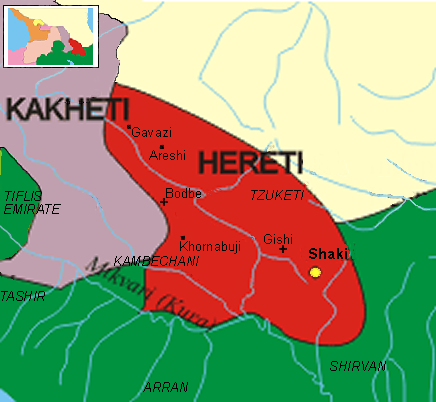
Regno di Erezia (950 ca.)

I regnanti successivi heretiani, Giovanni (Ioane Senekerim, 951-959) aggiunsero al regno parte del precedente regno albanese e la regione montana georgiana orientale di Tzanaria. Sembra che, dopo la sua morte, una dinastia locale avesse cessato di esistere e il regno cadde così in potere di Kvirike II, corepiscopo di Kakheti (929-976). La regione allora venne ad essere contesa tra il suo successore, Davide (976-1010), e il re georgiano Bagrat III che cercò di acquisire tutte le terre georgiane per formare un unico regno. Il successivo regnante cacheziano, già con il titolo di re, Kvirike III il Grande (1010-1037), alla fine assorbì Erezia nel suo “regno di Kakh e Ran” tra il 1020 e il 1030. Quando il re georgiano Davide il Fondatore portò il regno sotto il suo controllo nel 1104, Erezia divenne un saeristavo (vale a dire "ducato") del reame georgiano. Dopo la disgregazione finale della monarchia georgiana unificata, nel 1466, Erezia passò alla corona cacheziana. Successivamente il nome della provincia stessa cominciò gradualmente a sparire dai documenti storici e dall'uso pubblico. Erezia faceva parte del suo legittimo ducato di Cachezia fino al tardo XVIII e inizio XIX secolo. A causa della sua ambiguità politica esso finì con forza per ricadere dentro i confini azeri.

## Regnanti
- Sahil Ibn Sumbat (815 - 840)
- Adarnase I (840 - 865)
- Hamam (865 - 893)
- Adarnase II Patrikios (897 - 943)
- Ishchanik (943 - 951)
- Jan Senekerim (951 - 959)